# Dover (Minnesota)
Dover és una població dels Estats Units a l'estat de Minnesota. Segons el cens del 2000 tenia 438 habitants.

## Demografia
Segons el cens del 2000, Dover tenia 438 habitants, 171 habitatges, i 117 famílies. La densitat de població era de 158 habitants per km².
Dels 171 habitatges en un 42,1% hi vivien nens de menys de 18 anys, en un 51,5% hi vivien parelles casades, en un 11,1% dones solteres, i en un 31% no eren unitats familiars. En el 25,1% dels habitatges hi vivien persones soles el 8,8% de les quals corresponia a persones de 65 anys o més que vivien soles. El nombre mitjà de persones vivint en cada habitatge era de 2,56 i el nombre mitjà de persones que vivien en cada família era de 3.
Per edats la població es repartia de la següent manera: un 31,1% tenia menys de 18 anys, un 7,1% entre 18 i 24, un 33,6% entre 25 i 44, un 18,7% de 45 a 60 i un 9,6% 65 anys o més.
L'edat mediana era de 33 anys. Per cada 100 dones de 18 o més anys hi havia 97,4 homes.
La renda mediana per habitatge era de 41.250 $ i la renda mediana per família de 47.188 $. Els homes tenien una renda mediana de 29.792 $ mentre que les dones 22.857 $. La renda per capita de la població era de 15.804 $. Cap de les famílies i el 3% de la població estaven per davall del llindar de pobresa.

## Poblacions més properes
El següent diagrama mostra les poblacions més properes.